# 混合政体
混合政体（こんごうせいたい、英: mixed government）とは、君主制、貴族制、民主制を混合した政体のこと。
政体の混合形態については、プラトンやアリストテレスもそれぞれ言及しているが、後に古代ギリシャの歴史家であるポリュビオスが、政体循環論と対になる形で、共和政ローマを引き合いに出しながらこの概念を確立した。
近代の権力分立論にも影響を与えたとする見解もあるが、混合政体論が「垂直的権力分立（相互牽制）」であるのに対して、三権分立に代表される近代国家の権力分立論は「水平的権力分立（相互牽制）」なので、だいぶニュアンスが異なる。むしろ立憲君主制や二院制、あるいはアングロサクソン的二大政党制の方が、混合政体論的な抑制効果を意識した制度だと言える。

## プラトン
プラトンは、中期の『国家』においては、哲人王が支配する「優秀者支配制」を理想としていたが、後期には現実的な「次善の国制」を模索するようになり、最後の対話篇である『法律』第3巻においては、スパルタ（ラケダイモン）の王家・長老会・民選の監督官から成る混合政体を「適度」なものとして、クレタの国制と共に評価しつつ、他方でその「適度」に止まることができず、民主制の下での自由追及に偏ってしまったアテナイと、君主制の下での専制に偏ってしまったペルシアを、失敗例として言及している。

## アリストテレス
アリストテレスは、『政治学』第3巻において、政体/国制を、「国民共通の公共の利益」（国民全体を「最高善」へと導いて行くこと）を目的とした正しい国制としての
- 「王制」（バシレイア）
- 「貴族制」（アリストクラティア）
- 「共和制」（ポリテイア[4]）

と、誤った逸脱的国制としての
- 「僭主制」（テュランニス） - 「独裁者の利益」を目的
- 「寡頭制」（オリガルキア[5]） - 「富裕者の利益」を目的
- 「民主制」（デモクラティア） - 「貧困者の利益」を目的

に6分類している。
|              | 正常                            | 逸脱的 |
| ------------ | ------------------------------- | ------ |
| 単独者支配   | 王制                            | 僭主制 |
| (少数者支配) | 貴族制                          | 寡頭制 |
| (多数者支配) | 共和制 (制限民主制/ 立憲民主制) | 民主制 |

続いてアリストテレスは第4巻で、大抵の場合、政体/国制は支配者（国民権者）の「数」に基づき、「少数者支配」（貴族制/寡頭制）と「多数者支配」（共和制/民主制）の2つに大まかに区別されているが、政体/国制の区別・分類において重要なのは、支配者（国民権者）の「数」ではなく、「何を基準として支配者（国民権者）が選抜・制限されているか」であることを指摘する。
そして「寡頭制」と「民主制」の区別で重要なのは「富」という基準の有無であり、それらと「貴族制」を区別する上で重要なのが「徳/善」という基準（によって政体/国制が逸脱することが積極的に防止されていること）の有無であること、また「共和制」（ポリテイア）は「寡頭制」と「民主制」の混合・相互牽制によって政体/国制がそのどちらかの一方の両極端に逸脱することが消極的に防止されている国制であることが述べられる。
そして一般論として、そうした「極端な民主制」「極端な寡頭制」という両極端に走るのを防止し政体/国制を安定させることができる、「中間層によって支配された混合政体」こそが、「現実的に最善の国制」であると指摘している。

## ポリュビオス
古代ギリシャの歴史家ポリュビオスは、著書『歴史』において、共和政ローマの執政官・元老院・民会から成る混合政体を、国制を安定させ、政体循環論的な事態に陥るのを防いでいるとして評価している。ただ、ポリュビオスはある時は貴族が、ある時は元老院が実権を握っているとしており、自身の表現が正しくローマの政体を表しているのかどうか、確信を持てていないのではないかとも指摘されている

## 歴史的実際
現実の歴史においては、こうした混合政体を形成・維持するのは容易ではなく、アテナイやローマでも見られたように、ひとたび民衆（民会）に不満が生じ、王/皇帝や長老会/元老院の類と先鋭的に対立する事態・環境が生じると、民衆（民会）の側が数（力）に物を言わせて押し切る格好になってしまう。こうした事態は、近代においてもフランス革命・ロシア革命をはじめとする市民革命・社会主義革命として反復された。
近現代の政体においては、概ね民衆（民会）が権力を握ることになる（民主制・民主主義）という点では共通しているが、立憲君主制や二院制議会のように、混合政体を意識した穏健な政体から、一院制の共和制のような比較的先鋭な政体まで様々に分かれる。
また更に、プラトンの時代から指摘されている（『国家』）ように、そして実際アテナイ（三十人政権）やローマ（帝政ローマ）などもそうだったように、国内外の混乱・対立状況を背景として、民主制・民主主義に止まれずに（個人や党による）独裁を招いてしまった例も、近代においてはフランス革命期のロベスピエールやナポレオン、旧社会主義国（ソ連・中国・北朝鮮など）や旧枢軸国（日独伊）等をはじめとして見られる。